# Nikita Pawlowitsch Sokolow

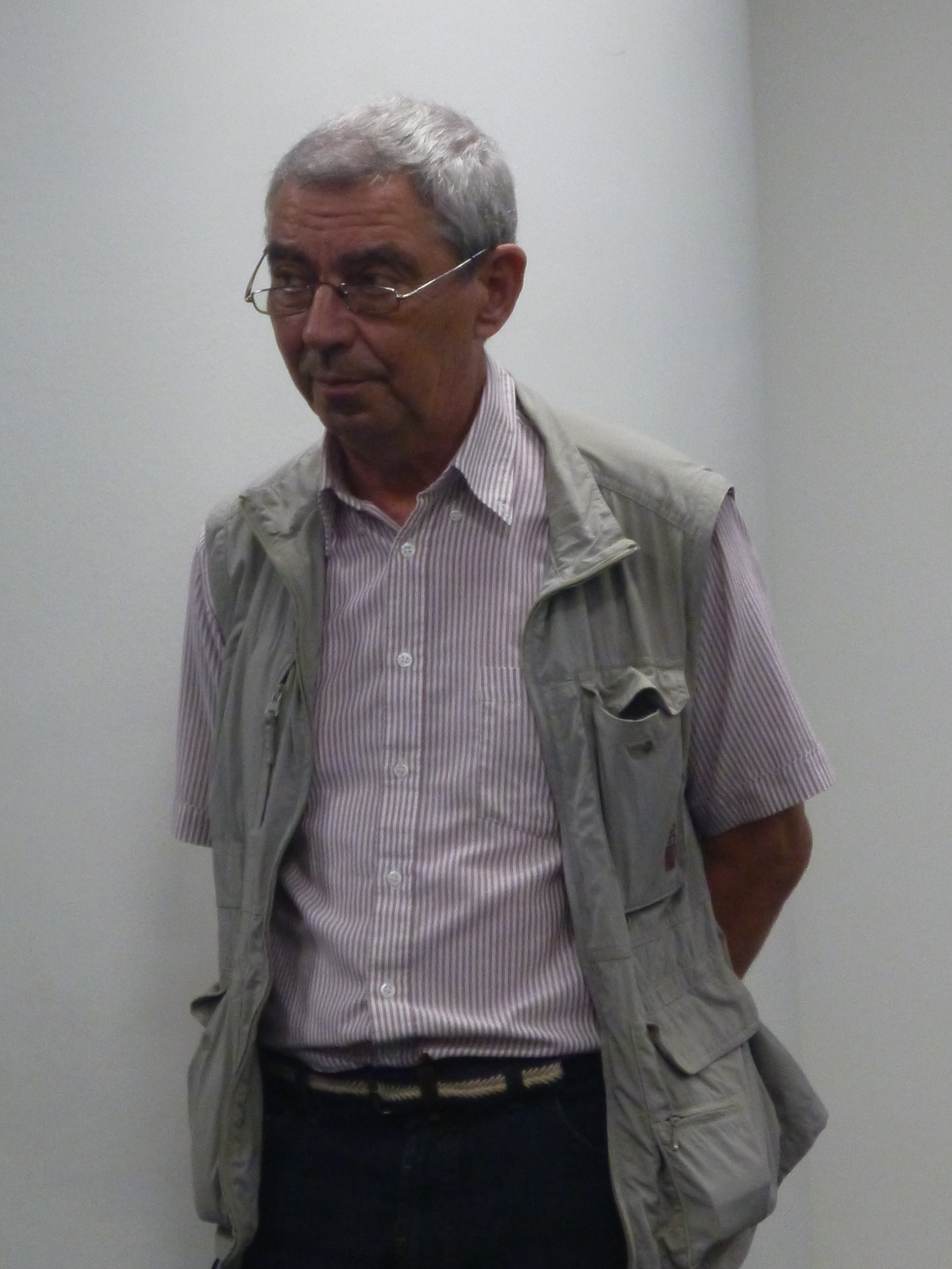
Nikita Pawlowitsch Sokolow 2021 im Jelzin-Zentrum

Nikita Pawlowitsch Sokolow (russisch Никита Павлович Соколов; * 4. Juni 1957 in Moskau) ist ein russischer promovierter Historiker, Publizist und Journalist. Er befasst sich mit der Geschichte Russlands und Europas. Sokolow war bis Ende 2014 Chefredakteur der historischen Zeitschrift otetscheswennije sapiski (in Anlehnung an die historischen Otetschestwennyje Sapiski). 2015 ist er stellvertretender Leiter der Forschungsabteilung im Museum von Moskau.
Sokolow gilt als Spezialist für die Bildung des öffentlichen Bewusstseins. Er ist stellvertretender Exekutivdirektor der Präsidialstiftung von Boris Jelzin (Jelzin-Zentrum/Boris Yeltsin Presidential Center).